# Улица Гагарина (Салават)
Улица Гагарина (башк. Гагарин урамы) — улица в старой части города Салавата.

## История
Застройка улицы началась в 1959 году, до полета Ю.А. Гагарина в космос, поэтому первоначально улица носила название "Парковая". Переименована на заседании исполкома горсовета №8 от 20 апреля 1961 года.  
Улица застроена в основном 2-этажными кирпичными домами. На улице расположен Дворец культуры Нефтехимик, узел телефонной связи, ныне принадлежащий Башинформсвязи, аптека "Госаптека" (бывшая аптека № 118), отделение Сбербанка (бывший Междугородный переговорный пункт), стоматологическая поликлиника, проектный институт "Салаватнефтехимпроект" (бывший Башгипронефтехим, ещё ранее - Ленгипрогаз), продовольственный магазин "Старый город" (бывшая диетическая столовая № 1), ГОРОНО (бывшее педагогическое училище), парк.
На улице находится первый в городе магазин запчастей (бывший магазин "Культтовары", ещё ранее "Детский мир").

## Трасса
Улица Гагарина начинается от улицы Ключевой и заканчивается на улице Первомайской.
Улица пересекает улицы Гафури, Пушкина, Школьный переулок, Фурманова, Чапаева
, Чекмарева.
Улица выходит на главный вход парка культуры и отдыха на улице Ключевой.

## Транспорт

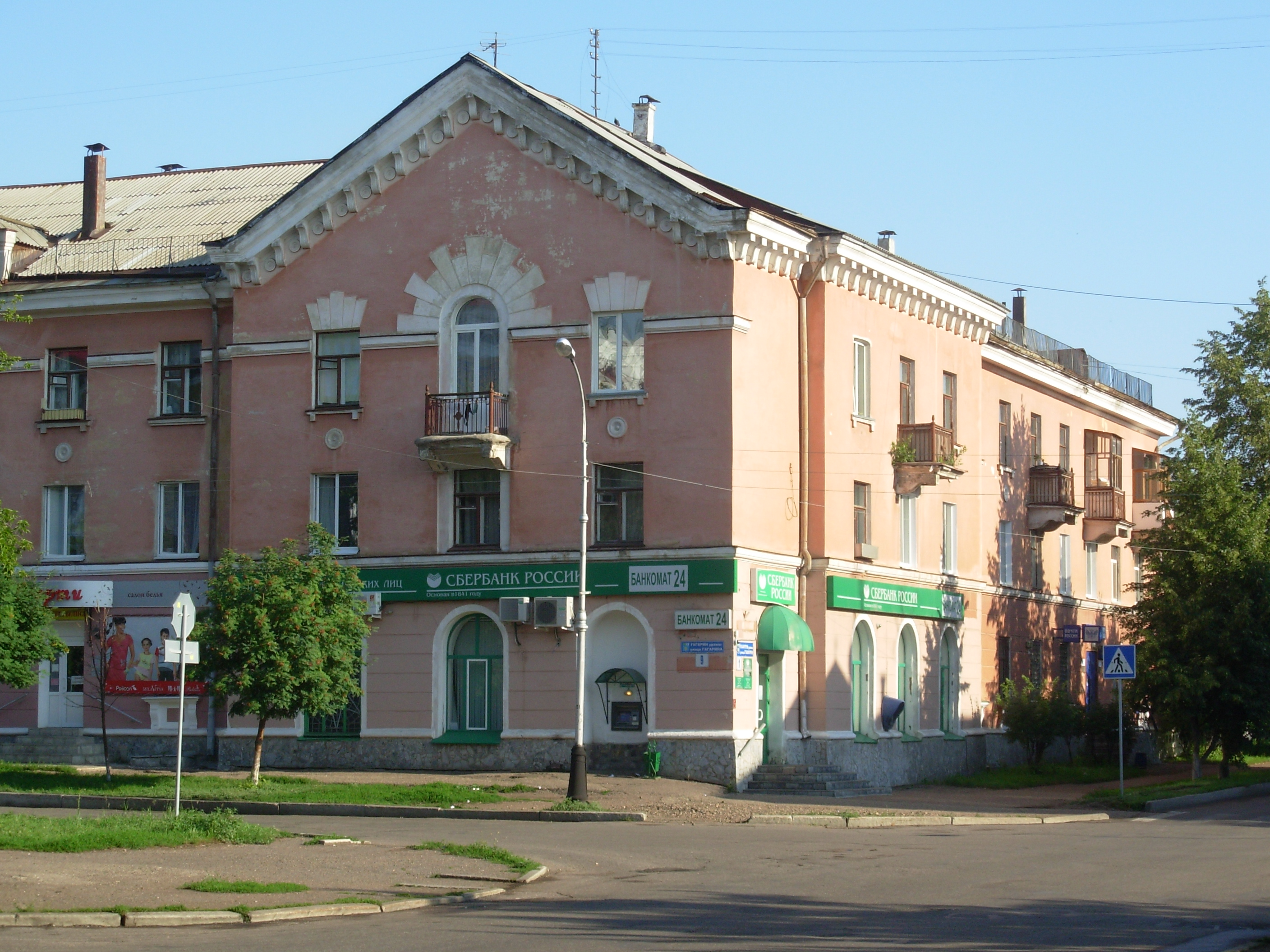
Перекресток улиц Гагарина и Гафури

По улице проходит маршрут городского автобуса № 35, № 45 (остановка "Старый город") от ул. К.Маркса до ул.Чапаева.
Движение транспорта двухстороннее.

## Здания и сооружения
- д. 2а - Дворец культуры Нефтехимик
- д. 3 - магазин автозапчасти
- д. 4 - стоматологическая поликлиника
- д. 15 - узел телефонной связи
- городской парк[2] с памятником О. Кошевому